# Paus Julius I
Julius I (Rome, geboortedatum onbekend – aldaar, 12 april 352) was de 35ste paus van de Rooms-Katholieke Kerk, van Romeinse komaf.
Tijdens zijn pontificaat werd de Romeinse synode gehouden (340 - 341). Men kent Julius I vooral van de twisten tussen het arianisme en de 'gewone' Kerk. Hij organiseerde het Concilie van Sardica, waar een schisma tussen de oostelijke en de westelijke Kerk ontstond. De 76 deelnemende oostelijke bisschoppen verklaarden hem en enkele anderen, waaronder de patriarch van Constantinopel afgezet. Ook heeft hij duidelijke pogingen gedaan zijn machtspositie als paus te verbeteren. Hij bepaalde de viering van Jezus' geboorte op 25 december.
Julius I wordt als heilige vereerd. Zijn feestdag is 12 april.
Cursief: tegenpaus